# Pedrosillo el Ralo

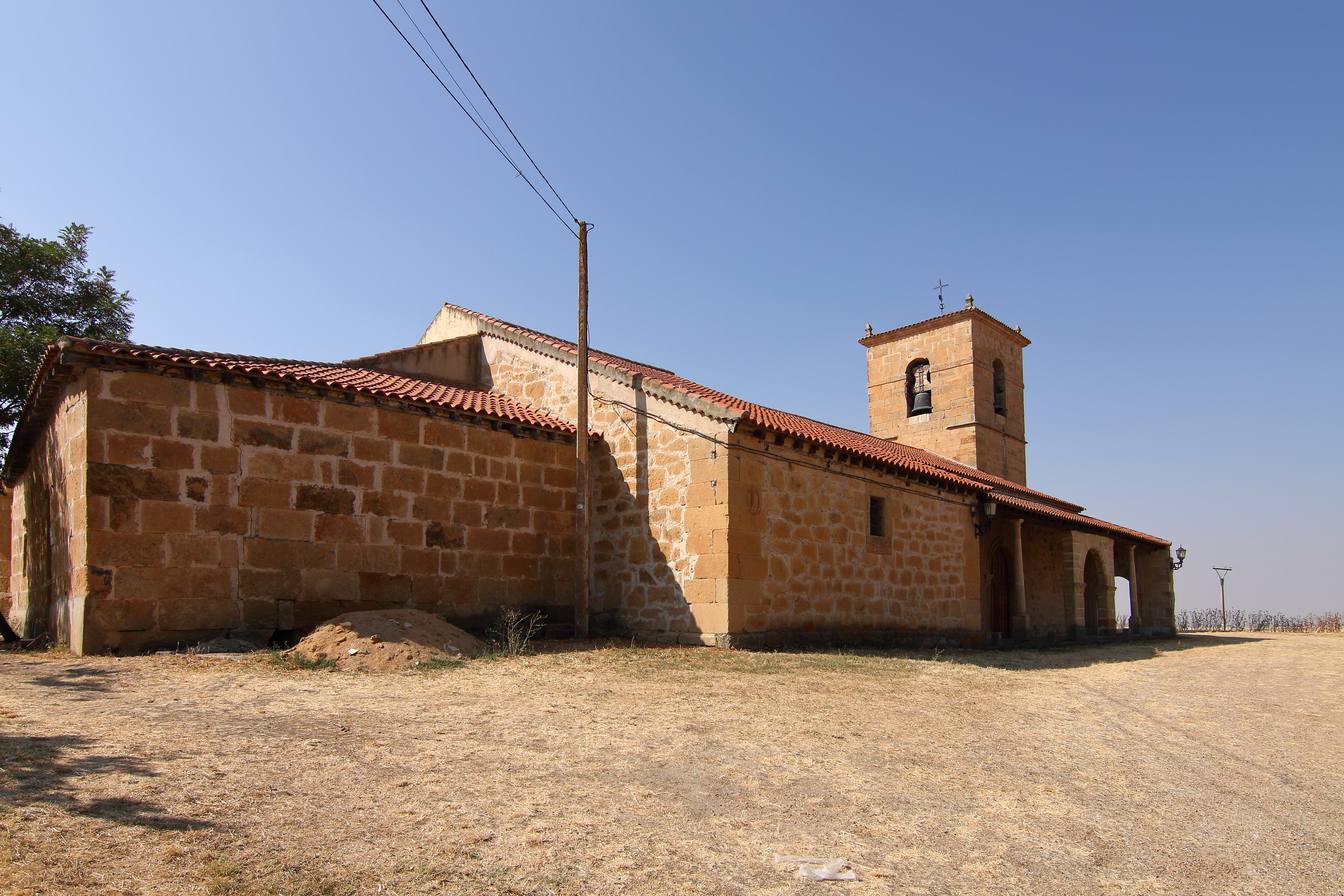
Iglesia de San Andrés

Pedrosillo el Ralo es un municipio y localidad española de la provincia de Salamanca, en la comunidad autónoma de Castilla y León. Se integra dentro de la comarca de La Armuña. Pertenece al partido judicial de Salamanca y a la Mancomunidad La Armuña.
Su término municipal está formado por un solo núcleo de población, ocupa una superficie total de 8,12 km² y según los datos demográficos recogidos en el padrón municipal elaborado por el INE en el año 2022, cuenta con una población de 127 habitantes.

## Geografía
Integrado en la comarca de La Armuña, se sitúa a 15 kilómetros de la capital salmantina. El término municipal está atravesado por la Autovía de Castilla A-62 entre los pK 224 y 227, además de por la carretera de Burgos a Portugal por Salamanca N-620, alternativa convencional a la anterior, y por las carreteras locales que comunican con La Vellés, Villaverde de Guareña y Gomecello. 
El relieve del municipio es predominantemente llano, el característico de la comarca, oscilando la altitud entre los 829 y los 816 metros. El pueblo se alza a 818 metros sobre el nivel del mar. 
| Noroeste: La Vellés               | Norte: La Vellés | Noreste: Villaverde de Guareña          |
| Oeste: La Vellés                  |                  | Este: Villaverde de Guareña y Gomecello |
| Suroeste: Castellanos de Moriscos | Sur: Gomecello   | Sureste: Gomecello                      |

## Historia
Fundado por los reyes de León en la Edad Media, Pedrosillo quedó encuadrado en el cuarto de Armuña de la jurisdicción de Salamanca, dentro del Reino de León, denominándose entonces Pedrosiello Raro. Al igual que muchos pueblos de La Armuña las primeras referencias de las que disponemos son documentos pertenecientes a la Diócesis de Salamanca. En este caso la fecha más antigua referente a Perosillo Raro, data de 1240. Con la creación de las actuales provincias en 1833, Pedrosillo el Ralo quedó encuadrado en la provincia de Salamanca, dentro de la Región Leonesa.

### Etimología
Del nombre de Pedrosillo no hay información fidedigna que lo explique, de El Ralo parece ser que viene del aspecto que le daba al pueblo sus antiguas construcciones, estas estaban más separadas de lo normal y por lo tanto estaba ralo. Antes de quedar con el nombre definitivo de Pedrosillo el Ralo. el pueblo ha sido denominado: Perosielloraro, Perosilloralo, Perosillo-Ralo y Pedrosillo-Ralo.

## Geografía humana

### Demografía
Cuenta con una población de 135 habitantes (INE 2024).
| Gráfica de evolución demográfica de Pedrosillo el Ralo entre 1842 y 2021                                              |
| |
| Población de derecho según los censos de población del INE. Población de hecho según los censos de población del INE. |

### Economía
Agricultura y ganadería. 
La tasa de paro era del 11,11% en 2001 y de la población activa el sector primario ocupaba al 33,55%, la industria y artesanía al 24,34%, la construcción al 9,21% y los servicios al restante 32,9%. 
Las explotaciones agrarias, 17 según el censo agrario de 1999, ocupaban 622 hectáreas, el 28,1% en propiedad, el 61,4% en arrendamiento, el 6,1% en régimen de aparcería y el 4,3% en otros regímenes de tenencia. 567 ha estaban labradas (herbáceos), 52 se dedicaban a pastos permanentes y 3 ha eran otras tierras no forestales. Del total de explotaciones, 4 tenían menos de 5 ha y 5 superaban las 50 ha. Las unidades ganaderas censadas en 1999 eran 77: 0 de bovino, 58 de ovino, 18 de porcino y 1 de ave.

## Monumentos y lugares de interés
La Iglesia de San Andrés fue construida posiblemente a mediados o finales del Siglo XVI. Se cree que fue levantada en el solar de la primitiva parroquia de San Andrés. Reformada en 1749 por Manuel de Lara Churriguera, antes, en 1700, otro Churriguera, José de Churriguera (Joaquín Benito Churriguera) se ocupó de realizar los retablos. Tras siglos de decadencia, en 1997 el lamentable estado de conservación obligó a cerrar la iglesia al culto, poco después se iniciaron los trabajos de restauración y el 2 de agosto de 1998 el Obispo Braulio Rodríguez reinauguraba la iglesia. Junto a la iglesia se observan dos cruces, una recuerda a los caídos de la guerra civil y la otra hace de calvario. Las campanas datan, una de 1789 y la otra de 1805.

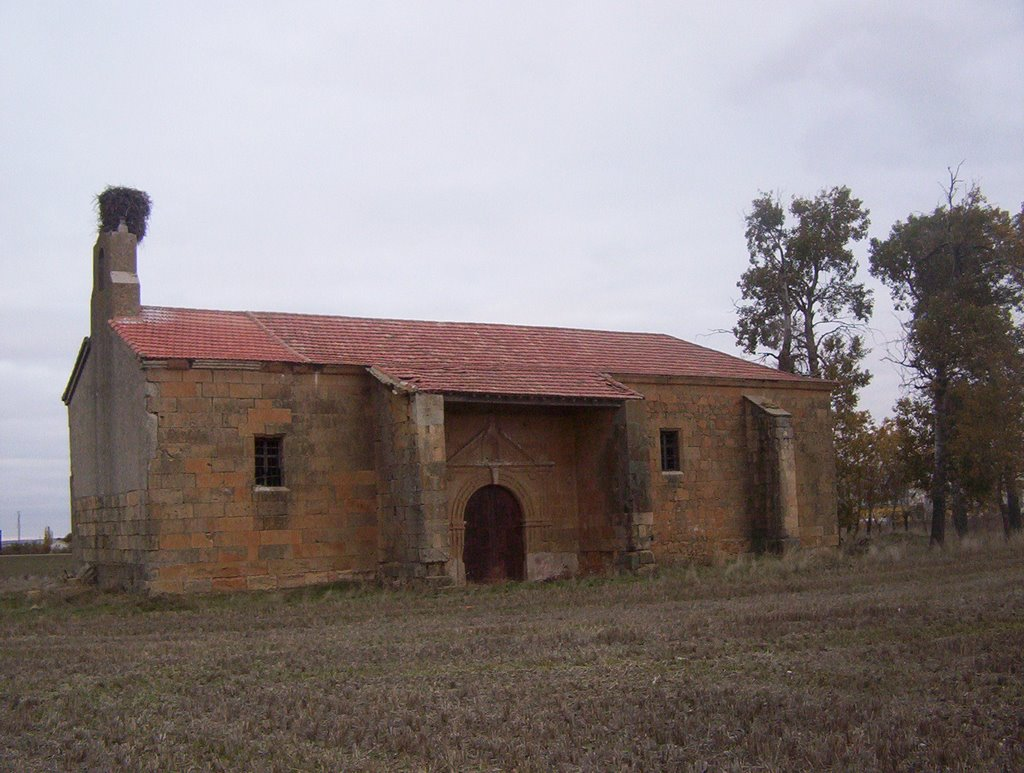
Ermita de Nª Sra. de Gracia.

La Ermita de Nuestra Señora de Gracia se encuentra al sureste del núcleo urbano. Su construcción data del siglo XV para albergar la imagen de la Virgen de Nuestra Señora de Gracia. El 3 de abril de 1698, Alberto de Churriguera se compromete a ejecutar el retablo mayor de la ermita. La tradición cuenta que un zagal siguiendo las huellas de un cordero se topó con la imagen semienterrada de la Virgen en una linde y para su culto se construyó la ermita. En 1960 fue víctima del saqueo obligando a depositar la virgen en la iglesia del pueblo por seguridad. En las fiestas del 2003 se celebró la última eucaristía y no se ha vuelto a utilizar por las condiciones de deterioro que presenta. 

## Cultura

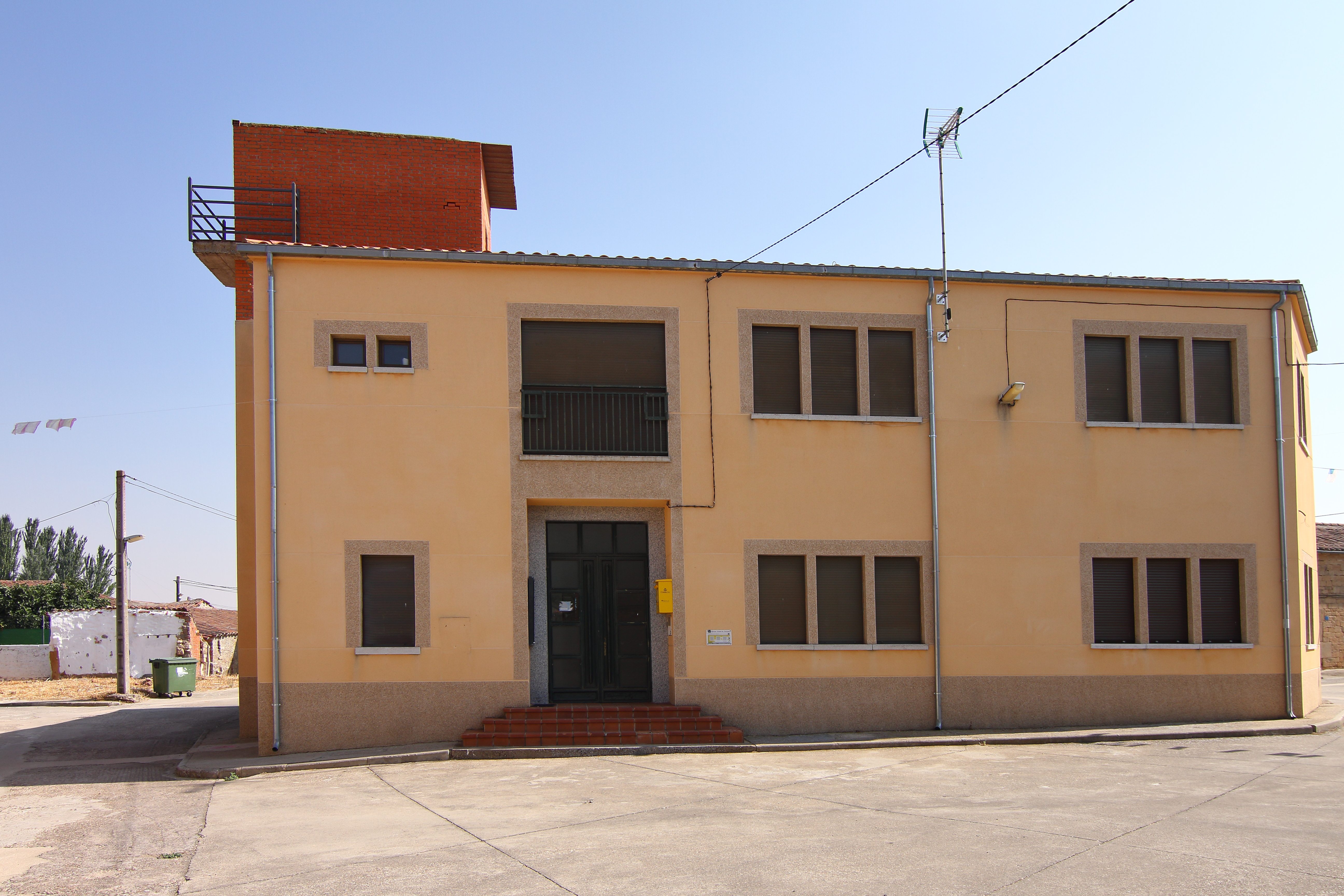
Casa consistorial.

### Gastronomía
El producto más característico es la lenteja que se cultiva en la comarca. Existe una denominación de origen «Lenteja de La Armuña».  No hay que olvidarse del garbanzo pedrosillano, que además de ser cultivado en este municipio, casi con seguridad fue la cuna de este tipo de garbanzo. Las referencias históricas encontradas hasta la fecha se limitan a las aportaciones de las personas mayores a través de los recuerdos de su infancia y antepasados sobre el cultivo de este garbanzo. Según estas referencias parece ser que el nombre de "pedrosillano" ha sido utilizado por otras regiones para nombrar el garbanzo de pequeño tamaño, y proviene del municipio armuñés del mismo nombre: Pedrosillo el Ralo, núcleo principal de su producción.

### Asociaciones culturales
- Asociación para la promoción de la autonomía personal "La Rebollada"

### Fiestas locales
- La «fiesta grande», en honor de nuestra señora la Virgen de Gracia, se celebraba siempre el segundo domingo del mes de octubre, pero se ha trasladado al primer domingo de agosto por interés turístico.
- La «fiesta chica», en honor de San Andrés, patrón del pueblo, se celebra el 30 de noviembre.

## Administración y política
| Partido político                              | 2019  | 2019  | 2019       | 2015  | 2015  | 2015       | 2011  | 2011  | 2011       | 2007  | 2007  | 2007       | 2003  | 2003  | 2003       |
| Partido político                              | %     | Votos | Concejales | %     | Votos | Concejales | %     | Votos | Concejales | %     | Votos | Concejales | %     | Votos | Concejales |
| Partido Socialista Obrero Español (PSOE)      | 63,16 | 48    | 4          | 63,64 | 49    | 3          | 56,58 | 43    | 3          | 56,32 | 49    | 4          | 48,00 | 48    | 3          |
| Partido Popular (PP)                          | 19,74 | 15    | 1          | 25,97 | 20    | 2          | 36,84 | 28    | 2          | 39,08 | 34    | 1          | 29,00 | 29    | 1          |
| Ciudadanos (Cs)                               | 18,42 | 14    | 0          | —     | —     | —          | —     | —     | —          | —     | —     | —          | —     | —     | —          |
| Coalición SI por Salamanca (SI)               | —     | —     | —          | —     | —     | —          | 22,37 | 17    | 0          | —     | —     | —          | —     | —     | —          |
| Unión del Pueblo Salmantino (UPSa)            | —     | —     | —          | —     | —     | —          | —     | —     | —          | 4,60  | 4     | 0          | 6,00  | 6     | 0          |
| Unidad Regionalista de Castilla y León (URCL) | —     | —     | —          | —     | —     | —          | —     | —     | —          | —     | —     | —          | 42,00 | 42    | 1          |